# Desfile de la Derrota

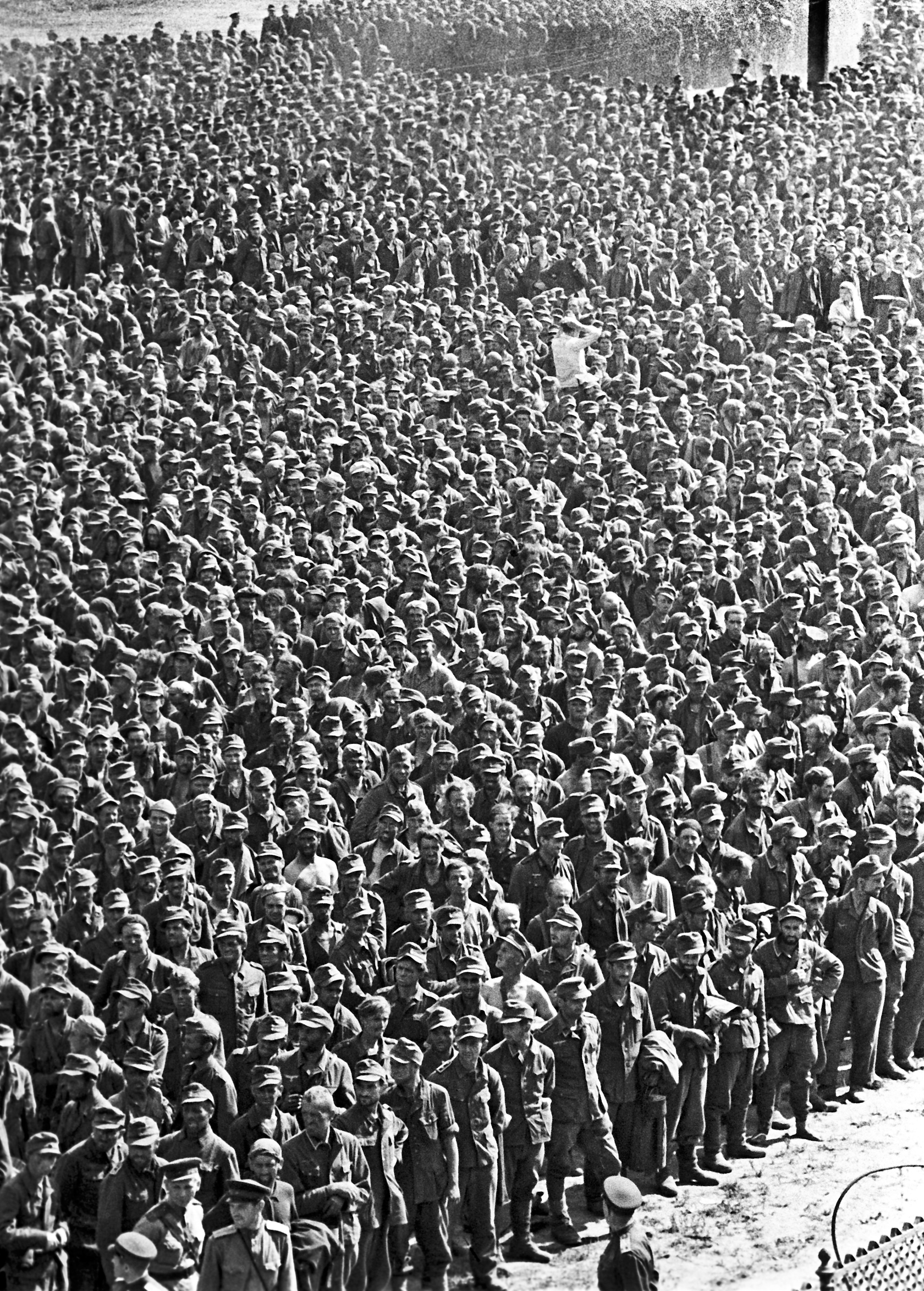
Prisioneros de guerra alemanes desfilan en Moscú, 17 de julio de 1944.

El Desfile de los Vencidos (ruso: Парад побеждëнных), también conocido como el Desfile de la Derrota (ruso: Парад поражения), fue una marcha de prisioneros de guerra alemanes el 17 de julio de 1944 en Moscú.
El desfile fue el resultado de la Operación Bagration en curso en el Frente Oriental, durante la Segunda Guerra Mundial. Los soviéticos mantuvieron cautivas a un gran número de tropas alemanas, y la operación se consideró un punto de inflexión en la guerra y representó las mayores pérdidas de tropas alemanas. Aproximadamente 57.000 tropas capturadas fueron elegidas, organizadas y desfiladas en Moscú.
Esos hombres estaban entre los más sanos que hicieron la marcha, ya que cerca de la mitad de las pérdidas totales de Alemania durante la operación provinieron de 160.000 soldados que murieron en la marcha hacia los campos de prisioneros soviéticos. El desfile fue utilizado por el líder soviético Iósif Stalin para demostrar el éxito de la operación.

## Otros desfiles de derrotados
- Un mes después del desfile en Moscú, el 16 de agosto de 1944, tuvo lugar en Kiev una marcha similar de prisioneros alemanes; por la ciudad pasó una columna de prisioneros de guerra compuesta por 36.918 militares, incluidos 549 oficiales.
- En la Primera Guerra Mundial soldados del Imperio austrohúngaro hechos prisioneros desfilaron en Moscú en 1914, ver vídeo desfile
- En la Segunda Guerra Mundial soldados ingleses hechos prisioneros desfilaron por la ciudad italiana de Capua en 1942.[7]
- En la Guerra de Vietnam pilotos de aviones estadounidenses derribados desfilaron en Hanoi, entonces capital de Vietnam del Norte.